# Isidro Díaz
Isidro Díaz González (Gimialcón, Ávila, España, 24 de abril de 1954) es un exfutbolista español que se desempeñaba como delantero.

## Trayectoria
Aunque es natural de Gimialcón, un pequeño pueblo de la Provincia de Ávila, Isidro se crio en Guijuelo, Salamanca, donde tuvo la oportunidad en el año 2010 de ser el pregonero de las fiestas de esta localidad salmantina. Se formó en las categorías inferiores del Real Madrid C. F., jugando en el primer equipo merengue durante un espacio de 8 temporadas, jugando 140 partidos de liga  en los que marcó diez goles. Además disputó 45 partidos de Copa (5 goles), 10 de Copa de Europa (2), 6 de Recopa (1), 13 de Copa de la UEFA (4), 2 de Supercopa de España y 6 de Copa de la Liga. Terminaría su carrera deportiva jugando 2 temporadas con el Racing de Santander y otras dos con el Elche CF, marcando 15 goles con los cántabros y 7 con los ilicitanos, respectivamente.

## Palmarés

### Campeonatos nacionales
| Título          | Club              | País   | Año  |
| --------------- | ----------------- | ------ | ---- |
| Liga española   | Real Madrid C. F. | España | 1978 |
| Liga española   | Real Madrid C. F. | España | 1979 |
| Liga española   | Real Madrid C. F. | España | 1980 |
| Copa del Rey    | Real Madrid C. F. | España | 1980 |
| Copa del Rey    | Real Madrid C. F. | España | 1982 |
| Copa de la Liga | Real Madrid C. F. | España | 1985 |

### Campeonatos internacionales
| Título          | Club              | Sede   | Año  |
| --------------- | ----------------- | ------ | ---- |
| Copa de la UEFA | Real Madrid C. F. | Madrid | 1985 |